# Prostitución en Barbados

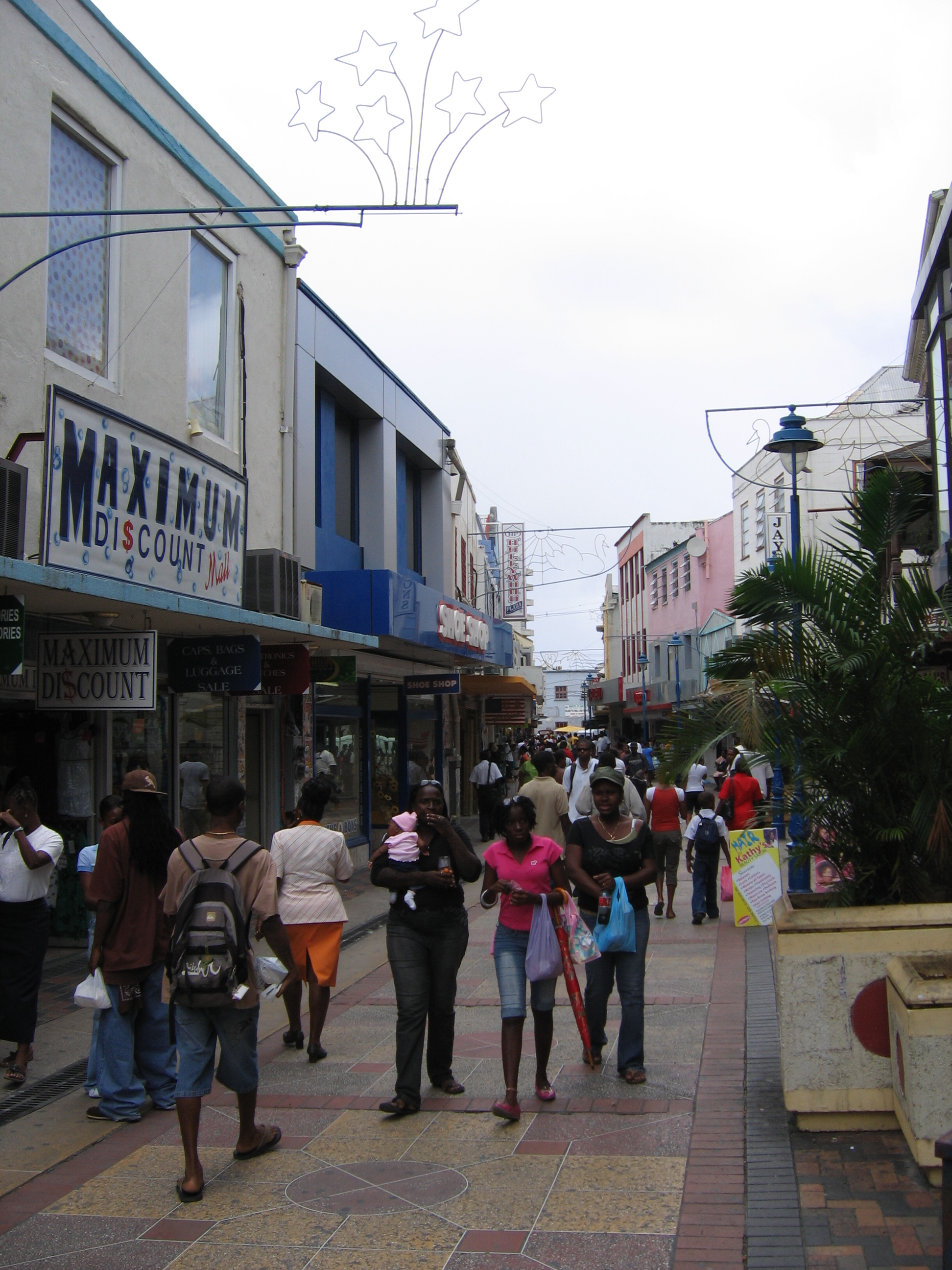
La capital de Barbados, Bridgetown, alberga la mayor parte de actividad de prostitución en la isla, congregado en núcleos alrededor de Bush Hill y Bay Street.

La prostitución en Barbados es legal, pero las actividades relacionadas con ella, como el mantenimiento de burdeles y el proxenetismo, están prohibidas. El país es un destino de turismo sexual, incluido el turismo sexual femenino.
En la capital, Bridgetown, hay un barrio rojo en la calle Nelson, y prostitución callejera alrededor de The Garrison. Aproximadamente la mitad de las prostitutas son de Guyana.
En 2014, un grupo de prostitutas del sur de la isla empezó a chantajear a los clientes. Organizaban sesiones de sexo en grupo con el cliente y más tarde afirmaban que una de las prostitutas era menor de edad. Un hombre pagó 70 000 dólares para evitar una falsa demanda por estupro.
El tráfico sexual es un problema en el país.

## Elecciones generales de 2018
En marzo de 2018, la prostituta local Natalie Harewood, anunció su intención de presentarse como candidata al escaño de la ciudad de Bridgetown en las elecciones generales celebradas el 24 de mayo de ese año. Inicialmente, su director de campaña fue Charles Lewis, presidente de la Asociación de la Industria Adulta de Barbados. Lewis dimitió y formó un nuevo partido político, el Partido de las Prostitutas Políticas (PPP). Su intención era reclutar a trabajadoras del sexo, strippers, artistas de webcam y actrices porno para que se presentaran a las elecciones en los 30 escaños. Sin embargo, Lewis no pudo encontrar suficientes candidatas y el PPP no se presentó a las elecciones.

## Tráfico sexual
Barbados es un país de origen y destino de mujeres y niños víctimas del tráfico sexual. Las autoridades y las ONG informan de que mujeres extranjeras han sido obligadas a prostituirse en Barbados. Los inmigrantes legales e indocumentados de Jamaica y Guyana son especialmente vulnerables a la trata. En Barbados existe el tráfico sexual de niños. Hay informes anecdóticos de autoridades y ONG que indican que los niños son objeto de tráfico sexual, incluso por parte de sus padres y cuidadores. Anteriormente, los traficantes operaban como parte de una organización; más recientemente parecen operar individualmente. Las autoridades han observado un mayor uso de las redes sociales como medio para trollear a las víctimas.
En junio de 2016, se promulgó la Ley de Prevención de la Trata de Personas (TIPPA). Dicha normativa penalizaba todas las formas de trata de personas y, en general, se ajusta a la definición del derecho internacional, definiendo la "explotación" en sentido amplio para incluir la esclavitud, las prácticas similares a la esclavitud, el trabajo forzoso, la servidumbre doméstica y sexual, y la explotación de la prostitución ajena u otras formas de explotación sexual comercial. También exigía "medios" de fuerza, fraude o coacción, excepto en lo que se refiere a la explotación de menores. 
La TIPPA abarcaba tanto los delitos de trata transnacionales como los nacionales, haciendo inadmisibles las pruebas de comportamientos sexuales anteriores, desautoriza la defensa del consentimiento y tipifica como delito la retención o destrucción de documentos de viaje. La pena por tráfico laboral o sexual de adultos es la misma: 25 años de prisión, una multa de un millón de dólares barbadenses (457 850 euros al cambio), o ambas penas. El tráfico laboral o sexual de menores es castigado con una multa de dos millones de dólares de Barbados (915 700 euros al cambio), cadena perpetua o ambas penas.
Para 2024, la Oficina de Vigilancia y Lucha contra la Trata de Personas del Departamento de Estado de los Estados Unidos mantenía clasificado a Barbados como país de "Nivel 2".